# Tordehumos
Tordehumos è un comune spagnolo di 542 abitanti situato nella comunità autonoma di Castiglia e León.